# Li Dawei
Li Dawei, né en 1963 à Pékin, est un écrivain chinois.

## Biographie
Diplômé du lycée pédagogique de Pékin en littérature américaine en 1985, il publie ses premiers poèmes sous le pseudonyme de Weiwei la même année. Deux ans plus tard, il est invité à une rencontre internationale d’écrivains de sa génération et effectue ainsi son premier séjour aux États-Unis.
À partir de 1989 il se met à publier des œuvres théoriques sur l’art et la littérature et en 1996 paraît son premier roman Le collectionneur de rêve (Ji meng aihaozhe). Momentanément, il vit aux États-Unis à Brooklyn et travaille comme traducteur, sans pour autant négliger ses activités d’écrivain.